# Olszowa Droga
Olszowa Droga ist ein Dorf der Stadt-und-Land-Gemeinde (gmina miejsko-wiejska) Goniądz im Powiat Moniecki in der Woiwodschaft Podlachien, Polen.

## Geographische Lage
Olszowa Droga liegt etwa neun Kilometer von Goniądz, fünfzehn Kilometer von Mońki und 59 Kilometer von Białystok entfernt.